# مورنو تورریچلی
مورنو تورریچلی (به ایتالیایی: Moreno Torricelli) بازیکن فوتبال و اهل ایتالیا است 

## تیم ملی
از سال ۱۹۹۶ میلادی عضو تیم ملی فوتبال ایتالیا بوده و در ۱۰ بازی ملی حضور داشته‌است. او در بازی‌های ملی‌اش گلی به ثمر نرساند.
مورنو تورریچلی آخرین بازی ملی خود را در سال ۱۹۹۹ میلادی انجام داد.